# Nicole Ahsinger
Nicole Ahsinger (San Diego, 12 de mayo de 1998) es una deportista estadounidense que compite en gimnasia en la modalidad de trampolín.
Ganó cuatro medallas en el Campeonato Mundial de Gimnasia en Trampolín entre los años 2019 y 2023, y dos medallas en los Juegos Panamericanos, plata en 2019 y oro en 2023.
Participó en dos Juegos Olímpicos de Verano, en los años 2016 y 2020, ocupando el sexto lugar en Tokio 2020, en la prueba individual.

## Palmarés internacional
| Campeonato Mundial   | Campeonato Mundial       | Campeonato Mundial | Campeonato Mundial |
| Año                  | Lugar                    | Medalla            | Prueba             |
| -------------------- | ------------------------ | ------------------ | ------------------ |
| 2019                 | Tokio (Japón)            | Medalla de plata   | Equipo mixto       |
| 2022                 | Sofía (Bulgaria)         | Medalla de plata   | Equipo mixto       |
| 2023                 | Birmingham (Reino Unido) | Medalla de oro     | Sincronizado       |
| 2023                 | Birmingham (Reino Unido) | Medalla de oro     | Equipo mixto       |
| Juegos Panamericanos |                          |                    |                    |
| Año                  | Lugar                    | Medalla            | Prueba             |
| 2019                 | Lima (Perú)              | Medalla de plata   | Individual         |
| 2023                 | Santiago (Chile)         | Medalla de oro     | Sincronizado       |